# 長谷川義起
長谷川 義起（はせがわ よしおき、1892年3月3日 - 1974年2月20日）は、日本の彫刻家。特に相撲をテーマにした作品を得意とした。本名・勝之。

## 経歴
富山県射水郡大島村（現在の射水市）に生まれた。1910年（明治43年）に富山県立工芸学校（現在の富山県立高岡工芸高等学校）、1915年（大正4年）に東京美術学校（現在の東京芸術大学）彫刻科本科塑造部を卒業した。1920年（大正9年）の第2回帝展に「露光」が初入選してから連続入選を重ねた。1930年（昭和5年）の第12回帝展において「円盤」が推薦となり、以後無鑑査出品となった。
日展審員、日本彫塑家クラブ理事、日本陶彫会委員長、北陽美術会理事などを歴任した。
1974年（昭和49年）、インフルエンザによる肝炎のため東京都豊島区千川の自宅で死去した。死の1か月前の1974年1月に紺綬褒章を受けた。墓所は多磨霊園。

## 作品
- 露光 - 1920年の第2回帝展入選
- 明暗 - 1922年（大正11年）帝国教育塔の懸賞浮彫に1等入選[3]
- 東伏見依仁親王北征記念碑 - 1924年（大正13年）制作[3]
- 円盤 - 1930年の第12回帝展推薦
- 円盤投げ - 1932年ロサンゼルスオリンピックの芸術競技に出品[3]
- 両構 - 1936年ベルリンオリンピックの芸術競技に出品、入賞[3]
- 四ツ - 1937年（昭和12年）に文展に出品[3]。現在東京国立近代美術館蔵[5]
- 龍虎 - 1938年1月の双葉山五連勝の表彰額[3]
- 控えの双葉山定次 - 昭和10年代制作[6]
- 大鵬像 - 戦後[3]
- 立女 - 1953年制作。第9回日展出品（審査員出品）。射水市新湊博物館蔵[7]。